# Jürgen Held
Jürgen Philipp Held (* 9. April 1965 in Frankfurt am Main) ist ein deutscher Produktgestalter und Hochschullehrer.

## Leben
Nachdem Held von 1984 bis 1987 eine Ausbildung auf dem Gebiet Mathematik und Informatik absolviert hatte, studierte er
von 1988 bis 1994 Maschinenbau an der Technischen Universität Darmstadt und schloss mit dem Diplom ab. 1995 wechselte er an die ETH Zürich, an der er 1998 mit der Arbeit Partizipative Ergonomie: die Prozessgestaltung zur Beteiligung Betroffener an ergonomischen Gestaltungsaufgaben zum Dr. sc. techn. promoviert wurde. Anschließend gründete er und leitete er dort die Forschungsgruppe Systems Ergonomics. Ebenfalls an der ETH erfolgte 2007 die Habilitation in Ingenieurwissenschaften und eine anschließende Tätigkeit als Privatdozent.
Held folgte 2008 der Berufung auf die Professur für Produktgestaltung mit dem Schwerpunkt Ergonomie an die Hochschule für Gestaltung Schwäbisch Gmünd. Dort ist er Gründer und Leiter des Ergonomielabors. Held besitzt mehrere Patente.

## Forschungsschwerpunkte
Held forscht auf dem Bereich der Innovativen Ergonomie. Er untersucht partizipative Methoden der Ergonomie und deren Beitrag zur Innovationsförderung, so unter anderem auf dem Gebiet der Medizintechnik und dem Universal Design.